# Four Seasons Centre

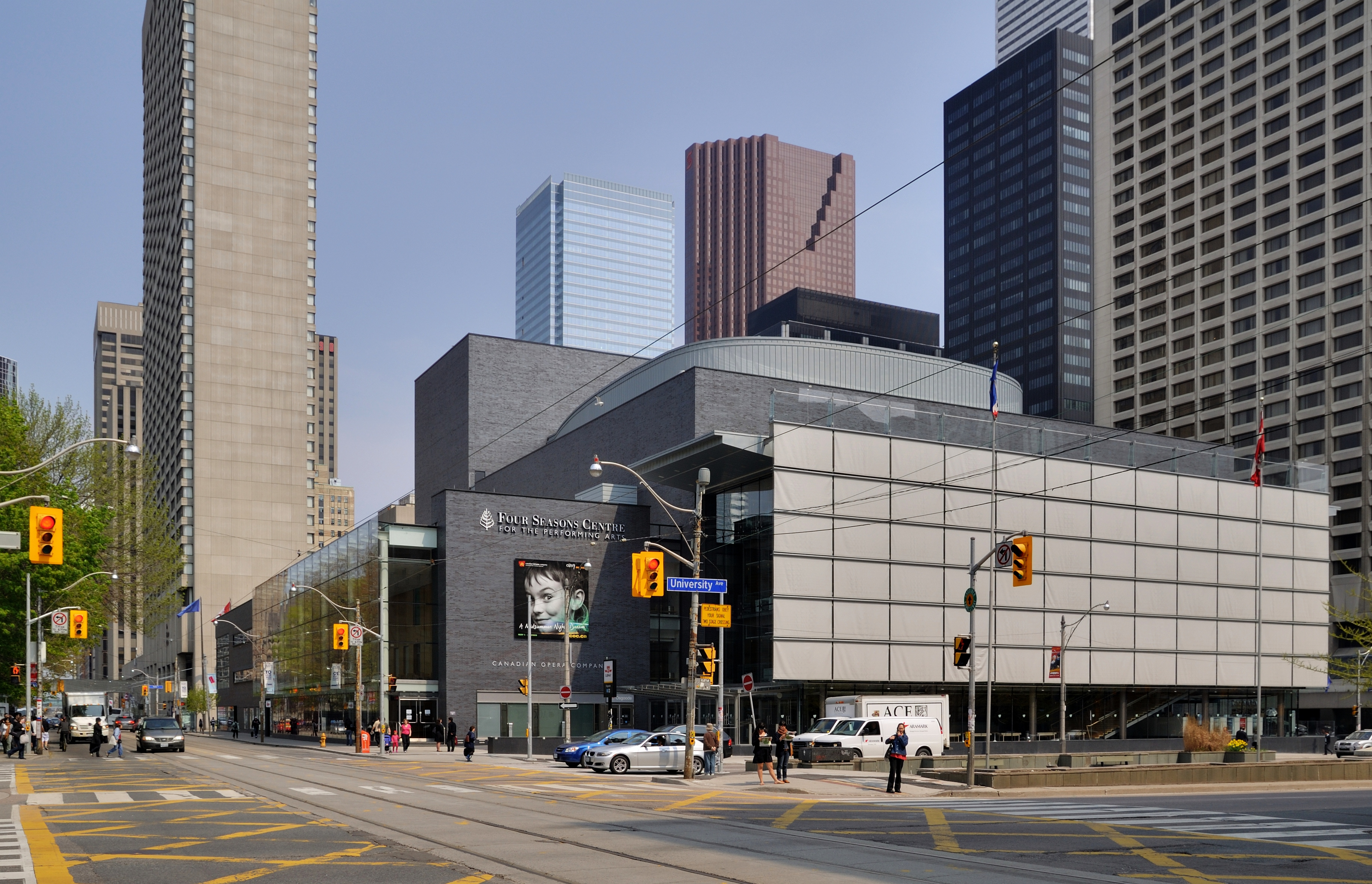

O Four Seasons Centre for the Performing Arts (Centro de Performances Artísticas Quatro Temporadas). O teatro foi desenhado por Jack Diamond.

## História
O edifício é a residência da Companhia Nacional de Ópera do Canadá (COC) e do Balé Nacional do Canadá, substituindo o Sony Centre for the Performing Arts (inicialmente chamado de Hummingbird Centre e O'Keefe Centre), que foi a casa da COC durante 40 anos.

### Projeto Bay St
Havia um projeto de teatro para substituir o Centro O'Keefe, com o financiamento de Hal Jackman, presidente da corporação da Casa de Ópera Balé. Em 1984, o premier de Ontario, Bill Davis, prometeu que um pedaço de terra da Bay and Wellesley seria o lar para a nova casa de ópera. Inicialmente foi calculado uma soma de US$ 75 milhões para a construção. A competição para ver quem desenharia o teatro foi ganho por Moshe Safdie, que prometeu um design pós-moderno ao teatro. O projeto foi aprovado em 1988.
Em 1990 um novo governo provincial tomou posse, elegendo Bob Rae. O novo governo achou o preço do novo projeto (que era estimado em US$ 311 milhões) muito alto, especialmente pela crise que a província passava e pela recessão. Em 1992 finalmente, o projeto foi cancelado e as terras foram vendidas. 

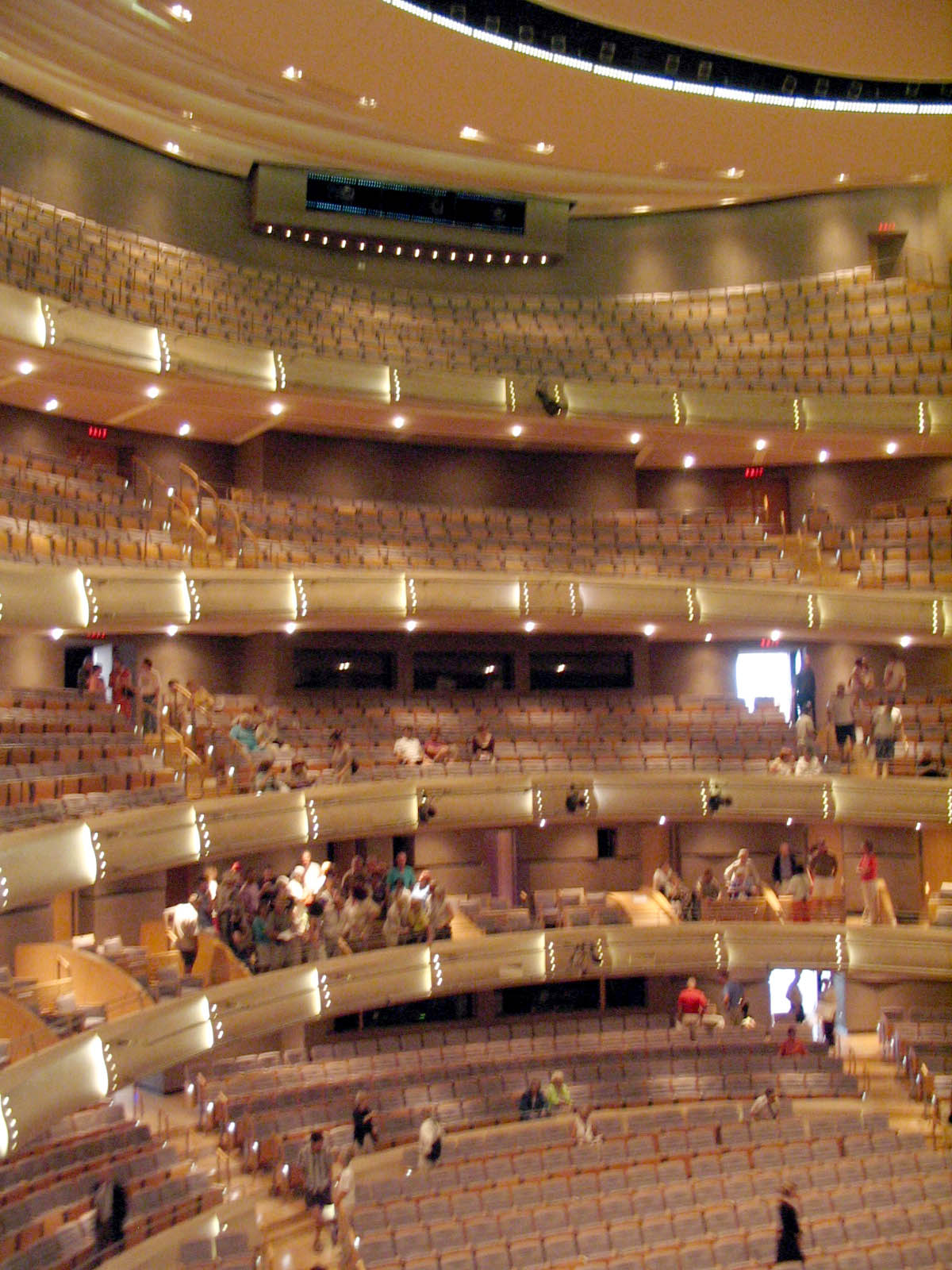
R. Fraser Elliott Hall

### Projeto Universidade
Em 1997 a província prometeu uma área, que era um estacionamento da Suprema Corte de Ontário para o projeto. O valor do lote era de C$31 milhões e também prometeu uma ajuda em um modesto projeto de no máximo US$130 milhões e seria completada com uma doação de US$20 milhões de Christopher Ondaatje . Entretanto Ondaatje 'pulou fora' do projeto. O projeto entrou em colapso novamente em 2000.
Em 2002, o COC sob Richard Bradshaw lançou mais um novo projeto que incluía a doação de US$20 milhões da Four Seasons Hotels and Resorts, que perpetuou o nome do novo complexo. O COC organizou uma competição para selecionar o arquiteto para o novo teatro. Dez escritórios de arquitetos submeteram-se as propostas e o escritório canadense Arquitetos Diamond e Schmitt foram selecionados por seu design modernista. O complexo levaria três anos para ser construído e o preço estimado era de US$181 milhões. 
O auditório é modelado no estilo europeu de casas de ópera, com cinco andares e o auditório em forma de ferradura.

## Produções
- 2006: Der Ring des Nibelungen
- 2010: Miss Saigon
- 2010: South Pacific
- 2011: Next to Normal
- 2011: Colm Wilkinson in Concert
- 2011: Come Fly Away
- 2011: Iphigenia in Tauris
- 2011: Rigoletto
- 2012: Tosca
- 2012: Love From Afar
- 2012: Les contes d'Hoffmann
- 2012: A Florentine Tragedy/Gianni Schicchi
- 2012: Semele